# Alopecosella perspicax
Alopecosella perspicax là một loài nhện trong họ Lycosidae.
Loài này thuộc chi Alopecosella. Alopecosella perspicax được Ludwig Carl Christian Koch miêu tả năm 1882.